# فن نبطي

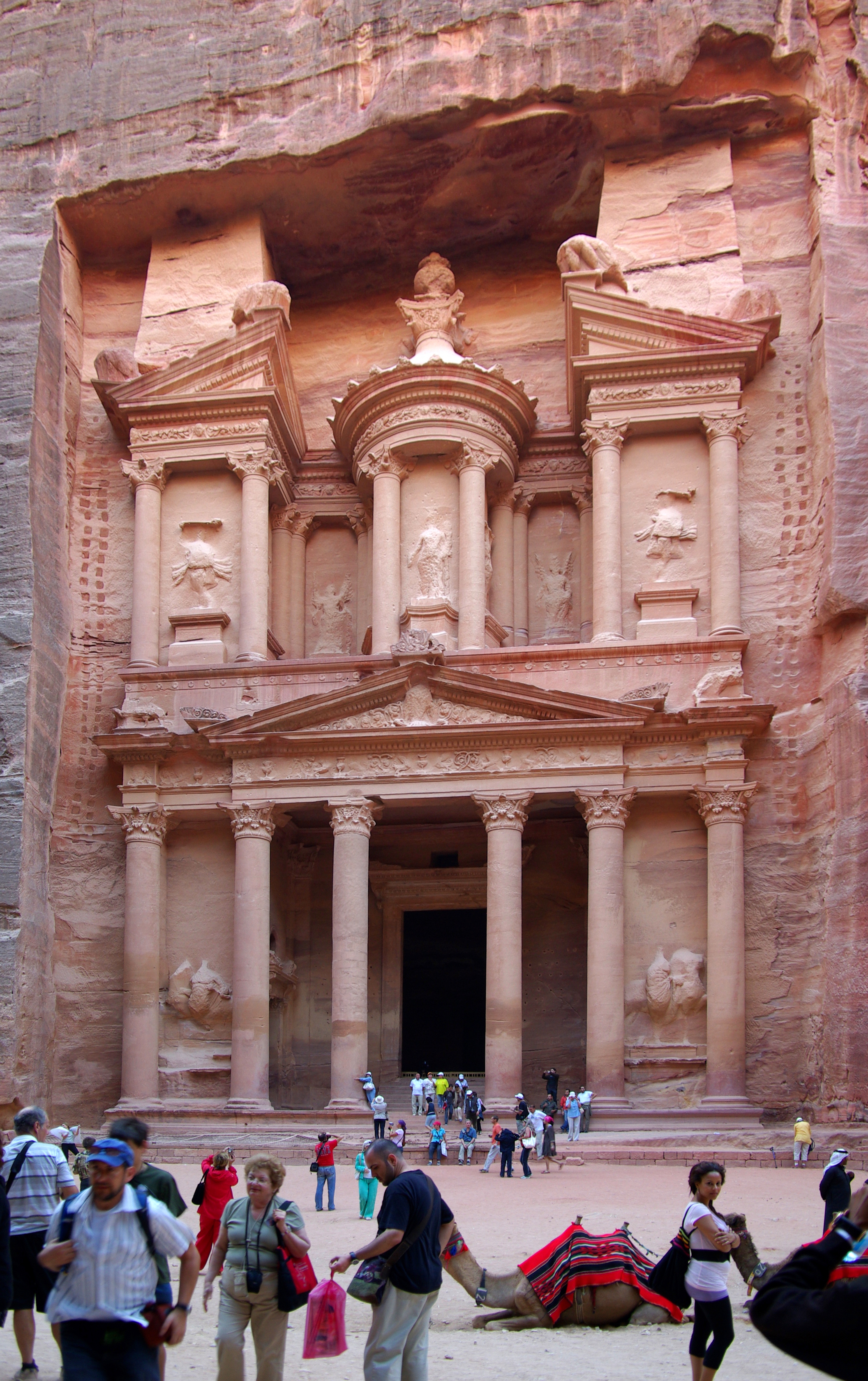

الفن النبطي هو فن أنباط شمال الجزيرة العربية. وهي معروفة بصناعة الخزف المطلي بوعاء نقي، والتي أصبحت مشتتة بين العالم اليوناني الروماني، وكذلك المساهمات في النحت والعمارة النبطية. يشتهر الفن النبطى بالمواقع الأثرية في البتراء، وتحديداً المعالم الأثرية مثل الخزنة والدير.

## صناعة الخزف
يتميز الفخار النبطى بجدرانه الرفيعة وبوجود زخارف نباتية. ويرتبط الاستخدام الحصري للأنماط الزهرية بعكس للأنباط في ممارساتهم الدينية. ترسم التصميمات الموجودة على الأواني بشكل عام أوعبر الضغط على السطح باستخدام طوابع وعجلات رولينج. لوضع اللمسات الأخيرة على القطع، قام المصنّعون بتلميعها أو استخدام عملية التلبيد. تكون معظم التركيبات وردية اللون، وتشبه كثيرًا المنحدرات المحيطة بالمدينة. وذلك لأن الخزافين الأنباط استخدموا أجسامًا طينية محلية في عملهم. تأخذ الأدوات النبطية أشكالاً عديدة، ويمكن تصنيفها حسب سمكها وشكلها وقواعدها وديكورها. في بعض الحالات، تحاكي أشكال الأوعية شكل التركيبات المعدنية من المنطقة. كانت هذه السفن للاستخدام اليومي، وليس بغرض الاحتفالات.